# Vladimír Táborský mladší
Vladimír Táborský ml. (* 6. prosince 1965, Praha) je někdejší český fotbalový brankář, syn někdejšího fotbalového reprezentanta, trenéra a televizního komentátora Vladimíra Táborského.

## Hráčská kariéra
S fotbalem začínal v osmi letech ve Spartě Praha a strávil zde necelých 10 let. Do A-týmu se ale nedostal. Následně strávil jednu sezonu v Dukle Praha, ani zde ale nebyl členem A-týmu. Do A-týmu patřil až ve svém následném angažmá v ČAFC Praha. Po roce však nastala Táborskému vojenská povinnost a proto následující dvě sezony strávil v divizním vojenském klubu VTJ Hradec Králové. Dalším působištěm Vladimíra Táborského byl taktéž divizní TJ EMĚ Mělník, kde strávil následující tři sezony.
Poté přišlo na řadu Táborského zahraniční angažmá, v létě roku 1990 totiž odešel z Mělníku do maltského druholigového klubu Gharghur FC. Zde se ihned zařadil do základní sestavy a během tří sezon v klubu vynechal pouze jedno ligové utkání.
I díky tomu si ho při zranění svého brankáře vyhlédla prvoligová Valletta FC, kam Táborský odešel v létě 1993 na půlroční hostování a odchytal několik přípravných a dvě soutěžní utkání.
I po uplynutí hostování v nejvyšší lize zůstal, přestoupil totiž k nováčkovi maltské ligy Mqabba FC a odehrál zde kompletní zbytek utkání v jarní části sezony 1993/1994.
Po konci sezony se vrátil zpět do Gharghuru, kde podepsal roční smlouvu. Po narození syna se ale rozhodl zemi opustit a zasáhl tak v sezoně 1994/1995 pouze do jednoho ligového utkání.

## Trenérská kariéra
Působil také jako trenér SK Miletín a SK Lázně Bělohrad.

### Externí zdroje
- Čeští fotbalisté v zahraničí, cefoza.cz (česky)